# Брештє
Брештє (словац. Brieštie) — село, громада округу Турчянське Тепліце, Жилінський край. Кадастрова площа громади — 11.17 км².
Населення 133 особи (станом на 31 грудня 2023 року).

## Історія
Брештє згадується 1392 року.

## Населення
| Рік:            | 1994. | 2004.    | 2014.    | 2024.   |
| --------------- | ----- | -------- | -------- | ------- |
| Кількість осіб: | 183   | 159      | 138      | 128     |
| Різниця:        |       | -13,11 % | -13,20 % | -7,24 % |

| Рік:            | 2023. | 2024.   |
| --------------- | ----- | ------- |
| Кількість осіб: | 133   | 128     |
| Різниця:        |       | -3,75 % |